# Das indische Grabmal (Roman)

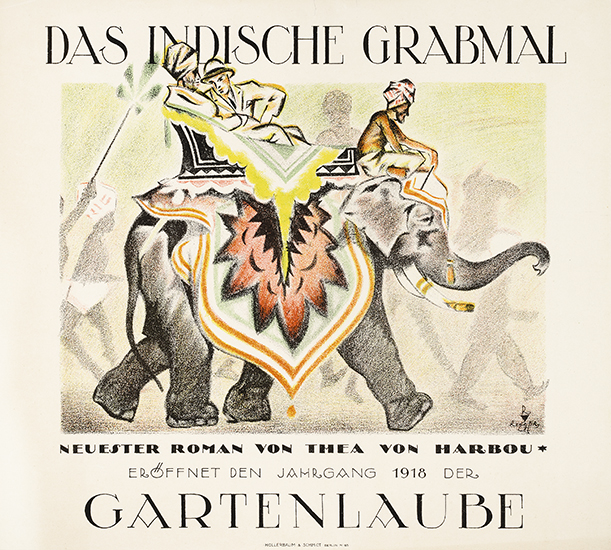
Plakat, das für den 1918 beginnenden Vorabdruck in der Gartenlaube wirbt

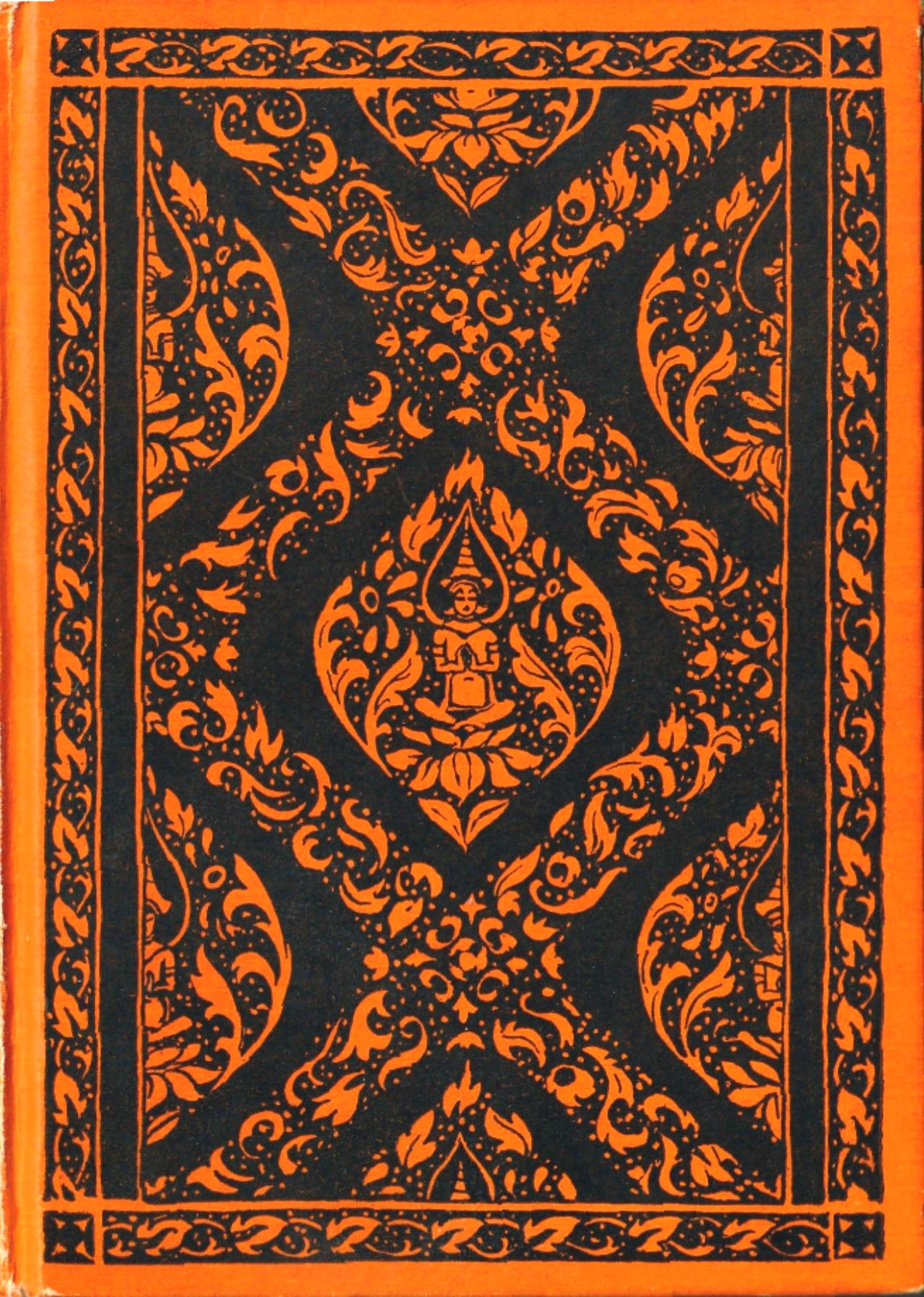
Bucheinband 1919

Das indische Grabmal ist ein Roman von Thea von Harbou aus dem Jahr 1919, der mehrfach verfilmt wurde.

## Handlung
Als Architekt Michael Fürbringer erwacht, fühlt er sich nach überstandener Krankheit endlich wohl. Da meldet sein Diener ihm einen Besucher, der seinen Namen nicht nennen will, sich aber auch nicht abweisen lässt. Schließlich lässt Fürbringer ihn eintreten. Der Besucher, ein Inder, überreicht ihm ein Schreiben. Der Schreiber ist vom Können des Architekten überzeugt und lädt in nach Indien ein zum Bau eines Grabmals, mit der Maßgabe, er müsse bereits diese Nacht abreisen und dürfe seine Frau nicht informieren. Fürbringer lehnt zunächst ab, trotz eines Schecks bei einer deutschen Bank, der auf den Namen „Arada, Fürst von Eschnapur“ ausgestellt ist. Der Bote geht. Dann aber sieht Fürbringer seine große Chance als Architekt, lässt den Boten zurückrufen, schreibt eine Notiz an seine Frau Irene, die anscheinend ausgegangen ist, und verlässt mit dem Boten das Haus.
An Bord der „Eschnapur“ schreibt Fürbringer an seine Frau, dass er glücklich sei, das Grabmal für die geliebte Frau des Fürsten zu bauen. Nach einer Schiffsreise erreicht er auf dem Landweg nach zehn Tagen Eschnapur. Er betritt am Abend die Stadt durch ein steinernes Tor von der ungeheuren Masse eines Doms, der Fürst von Eschnapur begrüßt ihn. Fürbringer möchte sein Beileid ausdrücken, aber der Fürst erwidert, über Frauen spräche man hier nicht. Sie durchqueren die Stadt voller Menschen, kommen an das Ufer eines Sees, sehen auf in dessen Mitte den Palast und besteigen ein Boot dorthin.
Fürbringer erhält eine Zimmerflucht, die einen Arbeitsraum einschließt. Es gibt keine Teppiche, „der Kobras wegen“ heißt es. Es gibt auch keine Fenster, nur ein weites Oberlicht. Ihm wird der Diener Nissa zugewiesen. Unter seinen Räumen befinden sich zwei Tiger, die der Fürst einst gefangen hatte. Er träumt, er höre die Stimme des Fürsten und die seiner Frau. Am nächsten Tag nimmt der Fürst ihn mit ans Ufer des Sees, wo in einem Stall fünfhundert Pferde stehen. Alle Pferde sind blind, ihre Augen sind durch Edelsteine ersetzt. Die beiden kommen auf das Weibliche zu sprechen. „Indien ist das Weib unter den Ländern Asiens, China ist der Greis und Japan der Mann von dreißig Jahren“ stellt der Fürst fest. Sie wählen zwei Pferde aus und reiten zu dem Tal, das der Fürst für den Ort des Grabmals vorgesehen hat, und sprechen über die Grabmal-Pläne.
Zurück im Palast kommt es zu einer langen Diskussion zwischen den beiden, was die Lage und Form des Grabmals angeht. Der Fürst will hier seine Frau begraben, die ihn verlassen hat. Er ließe nach dem Fremden suchen, an die er eine Frau verloren hat, und würde ihn finden und töten. Fürbringer ist entsetzt und bittet um seine Entlassung. Als er auf die Frage des Fürsten, ob er ihm den Mann ausliefern würde, mit nein antwortet, erwidert der Fürst streng, dann „bliebe Fürbringer bis auf weiteres sein Gast.“
Führbringer will in der Nacht den Palast erkunden und tastet sich durch die Gänge. Er kommt an einer weiten Treppe vorbei, die von Affen besetzt ist, findet einen Tempel, in dem die hinduistischen Götter verehrt werden. Plötzlich hört er die Stimme seiner Frau, sieht sie auch, kann ihr aber nicht näher kommen. Er trommelt gegen eine Tür, verletzt sich dabei.
Fürbringer ruft Ramadani, er solle ihm Unterhaltung bieten. Dieser ruft eine Frauengruppe herbei, rundliche Gestalten, die für Fürbringer Zebu-Kühen glichen. Ramadani lässt eine weitere Gruppe von jungen Frauen auftreten, die Fürbringer mit einem Gesang begrüßen, den er nicht versteht. Er fragt nach einer Frau, die eine westliche Sprache verstehe. Sie wird ihm zugeführt, ein kleines Mädchen, jämmerlich aussehend, eine Fürstentochter, jetzt aber verwitwet und quasi ausgestoßen. Er nimmt sie, Miriam, als Dienerin und ordnet an, dass sie gepflegt und frisch gekleidet wird. Sie sagt, sie könne ihn zu seiner Frau bringen. Er lässt daraufhin dem Fürsten melden, dass er das Grabmal bauen werde.
Der Fürst ist erfreut und bittet Fürbringer, seine Gage zu nennen. Fürbringer will das Grabmal aber ohne Bezahlung ausführen, der Fürst entgegnet, es gäbe auch vergiftete Geschenke. Sie einigen sich schließlich auf einen Betrag. – Der Fürst nimmt dann Fürbringer mit zu einem Juwelenhändler, dem reichsten der Stadt. Der Fürst verhandelt mit dem Händler, einem Muslim, Ramadani muss Fürbringer die Verhandlung übersetzen. Der Fürst geht schließlich, ohne viel zu kaufen. Fürbringer erhält vom Juwelier eine Muschel mit einem Sternsaphir. Zurück in seinem Zimmer zeigt ihm Miriam ein kleines Tuch, das Tuch seiner Frau.
Fürbringer will seine Frau sehen und bringt Miriam dazu, ihn über viele Gänge zu ihr zu führen. Sie sprechen über die Geschichte der Einladung nach Indien, sie sprechen über ihren damaligen Besuch bei ihrer Schwester und damit über ihre Abwesenheit bei seiner Abreise, die so vom Fürsten eingefädelt worden war. Der Fürst habe sie am selben Abend nach Indien geholt, ihr aber ein getrenntes Quartier zugewiesen, damit ihr Mann „Europa vergesse und das Grabmal bauen könne“.
Fürbringer und seine Frau werden vom Fürsten eingeladen zu einem kleinen Fest. Sie fragen an, ob sie Miriam mitnehmen könnten. Sie darf mit, sie folgen der Einladung. Nach dem Anlass für das Fest gefragt, erwidert der Fürst, er habe den Geliebten seiner Frau fangen und töten können. Seine geflohene Frau werde er auch noch finden. Fürbringer wirft ein, der Betroffene dürfe nicht Richter sein. Der Fürst: „Wir sind hier nicht in Europa“. Das Fest beginnt, es kommt zu Vorführungen, die an Zauberei grenzen. Bei einer Aufführung mit Tänzerinnen und Kobras, entwischt eine und tötet Miriam. Führbringer und seine Frau fliehen entsetzt.
Die beiden gehen nicht erst aufs Zimmer, sondern sie verlassen den Palast, zusammen mit Ramadani, der auch fort will. Sie finden ein Boot und setzen es in Bewegung, um ans Ufer des Sees zu gelangen. Der Fürst ruft aus der Ferne Ramadani zurück. Der gehorcht und schwimmt zur Palastinsel zurück. Am Ufer angekommen finden Fürbringer und seine Frau den Pferdestall unverschlossen. Er nimmt ein Pferd, das sie zu zweit besteigen und mit dem sie in die Berge fliehen. Die Truppen des Fürsten setzen ihnen nach, aber sie können den Gipfel der Berge zu erklimmen. Der Morgen bricht an, die Schatten lösen sich und geben den Blick auf – das Grabmal frei. Fürbringer fühlt den Boden unter seinen Füßen weichen, hört die Stimme seiner Frau – und stürzt in die Tiefe.
Fürbringer erwacht, nun wirklich. Seine Frau steht am Bett und sagt, er habe wohl schwer geträumt. Er bejaht das, bedauert aber, dass er den Sternsaphir aus dem Traum nun nicht seiner Frau überreichen könne.

## Nachbemerkungen
Thea von Harbou, die früh Bücher über starke Frauen in Deutschland geschrieben hat, lässt in ihrem Buch an verschiedenen Stellen Kritik an der Männerwelt Indiens anklingen, die Frauen zu der Zeit keineswegs als gleichberechtigt ansah.

## Buchausgaben
- Das indische Grabmal. Ullstein, 1919.
- Das indische Grabmal. Deutscher Verlag, 1938.
- Das indische Grabmal. Fischer Taschenbuch, 1987. ISBN 978-3-596-22705-1.
- Das indische Grabmal. Area, 2005. ISBN 978-3-89996-640-4.

## Hörbuch
- Thea von Harbou: Das indische Grabmal. Gelesen von Rudolf W. Marnitz. Filme zum Hören, 2007. ISBN 978-3-939988-01-4.

## Verfilmungen
Der Buchtext ist ganz auf den Architekten Fürbringer und dessen Begegnung mit dem Fürsten zugeschnitten. In den Verfilmungen jedoch – sie machen aus dem Traum eine im Realen spielende Geschichte – kommt dem Architekten mit dem Grabmal-Auftrag zwar eine bindende Funktion zu, er wird aber zur Randfigur. Im Roman berichtet der Fürst, dass seine Frau ihn wegen eines anderen Mannes verlassen habe. In den Filmen wird das zum zentralen Thema.
- Das indische Grabmal (1921), Stummfilm des Regisseurs Joe May. Der Film besteht aus den zwei Teilen „Die Sendung des Yoghi“ und „Der Tiger von Eschnapur“.
- Das indische Grabmal (1938), Film des Regisseurs Richard Eichberg. Er schließt sich an den Film „Der Tiger von Eschnapur (1938)“ an.
- Das indische Grabmal (1959), Film unter der Regie von Fritz Lang. Er schließt sich an den Film „Der Tiger von Eschnapur (1959)“ an.